# 심원사 (성주군)
심원사(深源寺)는 대한민국 경상북도 성주군 수륜면에 위치한 대한불교조계종의 사찰이다.

## 역사
심원사는 창건연대가 8세기경으로 추정되는 천년고찰이다. 도은(陶隱) 이숭인(李崇仁)이 지은 시에서 심원사를 이미 고사(古寺)라 칭한 것으로 보아 고려시대 훨씬 이전부터 그 자리를 지켜왔던 사찰로 보인다.
조선 중종 때 승려인 지원(智遠)이 중수했다는 기록이 남아 있고, 임진왜란 때 소실된 후 정조 23년(1799)에 편찬된 <범우고(梵宇攷)>에는 폐사되었다고 기록되어 있어 18세기경 이미 폐사된 것으로 추정된다. 지난 2003년 성주군의 <국립공원 가야산 지구 문화관광 자원 복원 계획>에 의해 다시 중창되었다.
지난 2003년 복원하기 전 실시한 발굴조사에서 남북 약 80m, 동서 약 100m 정도의 대지에 4단의 계단식 축대 위에 금당 3개를 갖춘 전형적인 통일신라시대의 산지 사찰터임을 확인했다고 한다. 또, 불사 중 발견된 여러 유물들이 있는데, 석조불상대좌, 배례석, 불상광배, 석조비로자나불좌상, 배례석, 석탑기단갑석 등이 그것으로 이들 유물은 일괄 경상북도 문화재자료 제525호 성주 심원사 석조유물로 지정되었다.

## 문화재
심원사는 오랜 기간 동안 폐사되었다가 복원된 지 얼마 안되지만 9세기 초에 조성된 심원사 삼층석탑(경상북도 문화재자료 116호)이 남아 있고, 보물 제1647호로 지정된 <길흉축월횡간목판(吉凶逐月橫看 木板)>이 보관되어 있다. 이 목판본은 고려 고종 때 영주 부석사에서 판각된 것으로 길일과 흉일을 월별로 나누어 기록한 일종의 명리학 책이다.
심원사 인근에는 신라시대 또 하나의 거찰이었던 법수사지와 용기사지, 백운리사지, 일요암지 등의 사찰터가 산재해 있다. 또한, 가야산 백운동 코스로 불리는 용기골과 칠불봉 코스 외에 2010년 38년 만에 개방된 만물상 코스의 시작점도 심원사 입구에서 시작된다.

## 문학 속의 심원사
尋源古寺在倻山 (심원사라는 고찰 가야산에 있다네)
松栢陰中不掩關 (송백 우거진 숲속에 있어도 빗장도 걸지 않는 절)
擬杷楞嚴叩精義 (능엄경을 들고 올라가 깊은 뜻 묻고 싶건만)

徜能乞得此身閑 (이 몸, 언제나 한가할런고)— 도은(陶隱) 이숭인(李崇仁)

## 체험 및 시설

### 템플스테이
심원사에서는 내·외국인을 위한 다양한 템플스테이 프로그램을 운영하고 있다.

## 사진

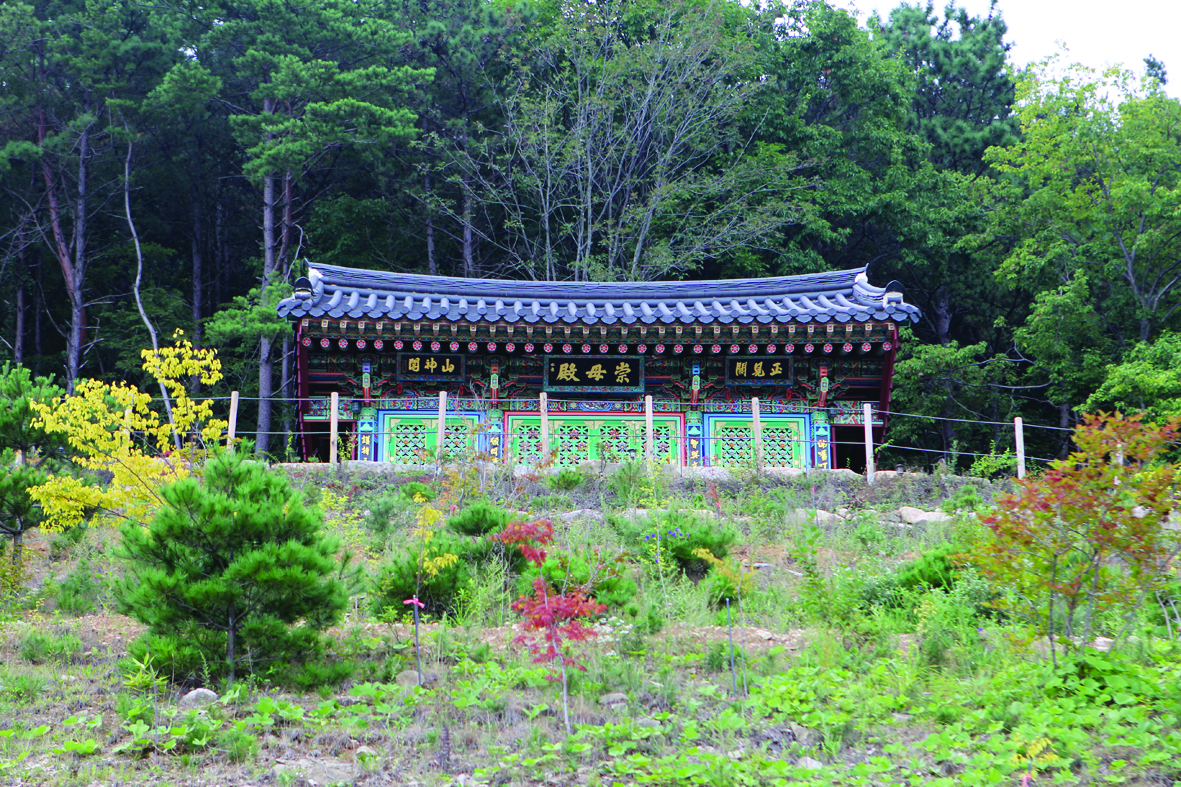
심원사
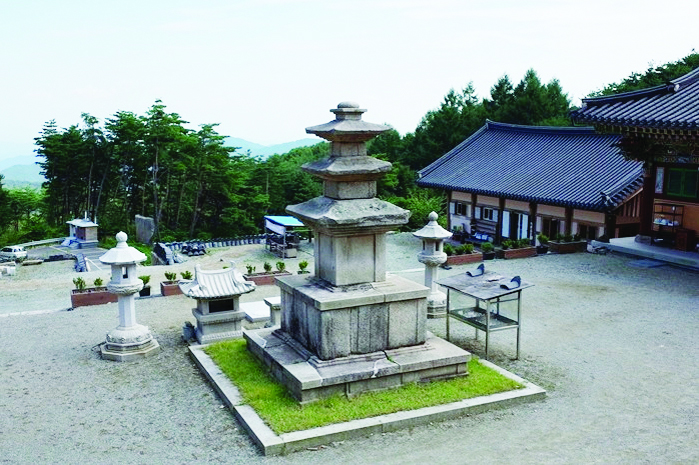
심원사 일원
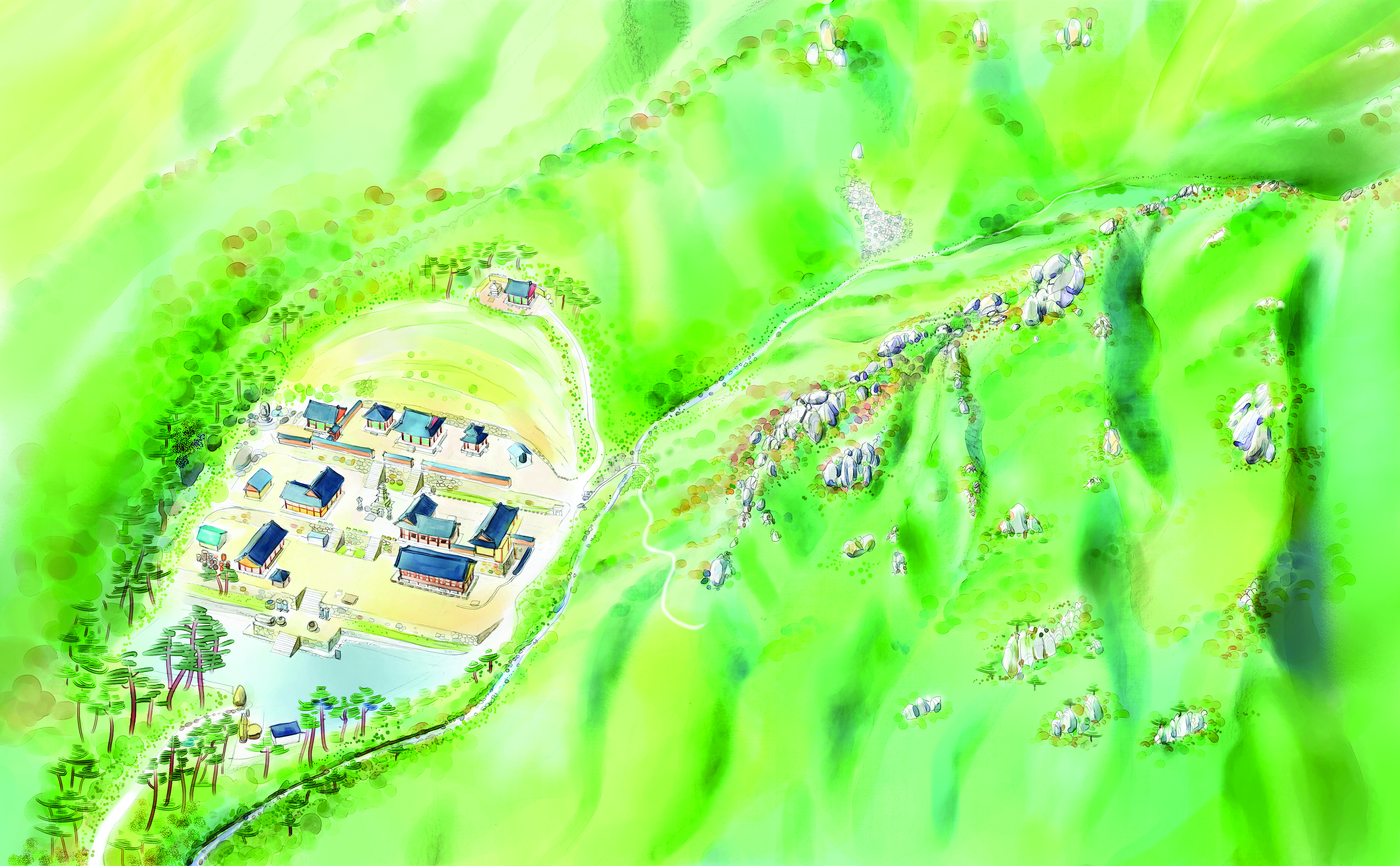
심원사 가이드맵
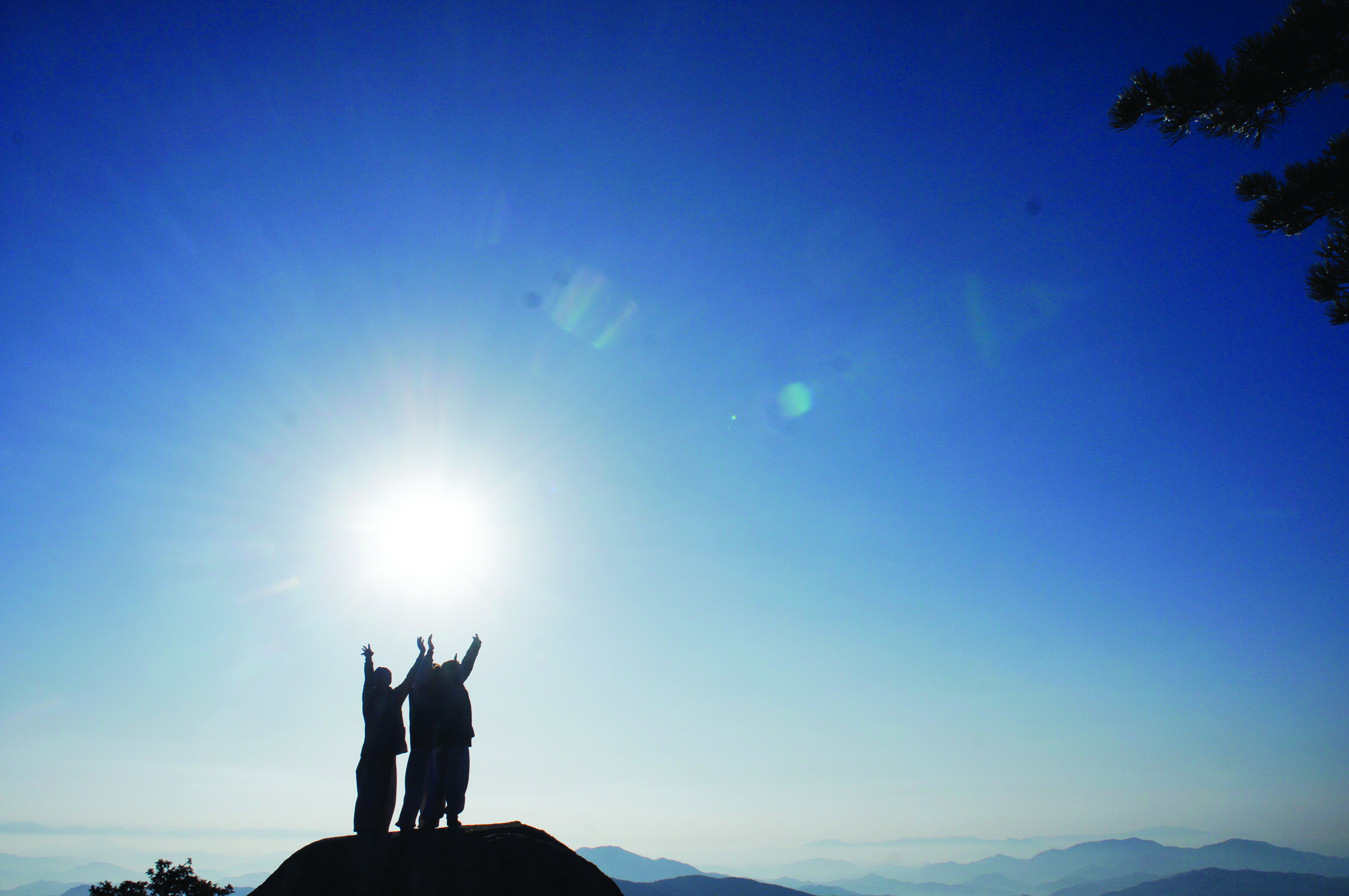
심원사 템플스테이